# Achim Rohnke
Achim Rohnke (* 22. Dezember 1956 in Bielefeld) war vom 1. Juli 2008 bis Ende März 2019 Geschäftsführer der Film- und TV-Produktionsfirma Bavaria Film GmbH. Seit 1. September 2021 zeichnet er als Geschäftsführer des Verband Technischer Betriebe für Film und Fernsehen verantwortlich.

## Leben
Rohnke studierte ab 1977 Betriebswirtschaftslehre an der Universität Münster und schloss 1982 sein Studium als Diplom-Kaufmann ab.
Von 1982 bis 1988 begann er seine Berufslaufbahn als Mediamanager beim  Konsumgüter-Hersteller Procter & Gamble in Schwalbach am Taunus, das letzte Jahr in Toronto (Kanada). Von 1989 bis 1991 war er Mediadirektor bei Jacobs Suchard in Bremen. Im Oktober 1991 wechselte er zum Westdeutschen Rundfunk (WDR) und wurde Geschäftsführer der WDR mediagroup GmbH. Von Juli 1994 bis Juni 2008 war er zusätzlich Geschäftsführer der ARD-Werbung Sales & Services GmbH (AS&S) in Frankfurt am Main, die die Werbezeiten des ARD-Hörfunks sowie des Vorabendprogramm der ARD vermarktet. Von Oktober 2006 bis Juni 2008 war Rohnke zusätzlich Geschäftsführer der AS&S Radio GmbH. Rohnke hat während seiner Zeit bei der AS&S die Radio-Branchenveranstaltung RADIODAY mit ins Leben gerufen und hat mit der WDR mediagroup die Gattungsinitiative „Radiozentrale“ als Gründungsmitglied etabliert.
Am 1. Juli 2008 wurde Rohnke Geschäftsführer der TV-Produktionsfirma Bavaria Film GmbH. Er trat damit die Nachfolge von Dieter Frank an und bildete gemeinsam mit Geschäftsführer Matthias Esche eine Doppelspitze. Seit dem 6. Oktober 2014 bildete Rohnke gemeinsam mit Christian Franckenstein die Geschäftsführung. Zudem war Rohnke seit August 2015 Geschäftsführer der Bavaria Studios & Production Services GmbH. Altersbedingt legte er Ende März 2019 seine Ämter nieder, bis zum Jahresende 2019 wird er für das von ihm initiierte Neubauprojekt „Lichtspiel Loft“ am Medienstandort Geiselgasteig noch in beratender Funktion tätig sein.
Rohnke ist verheiratet und hat zwei Kinder.